# Kulturåret 1696

## Födda
- 5 juli - Jonas Granberg (död 1776), svensk bildhuggare, träskulptör

## Avlidna
- 23 oktober - David Klöcker Ehrenstrahl (född 1628), svensk konstnär.